# Les Éthiopiques (Héliodore)
Pour les articles homonymes, voir Éthiopiques et Théagène et Chariclée.
Les Éthiopiques (en grec ancien Αἰθιοπικά / Aithiopiká) est un roman grec d'Héliodore d'Émèse (IIIe  ou IVe siècle), divisé en dix livres. L'œuvre est parfois connue sous le titre Théagène et Chariclée.

## Résumé

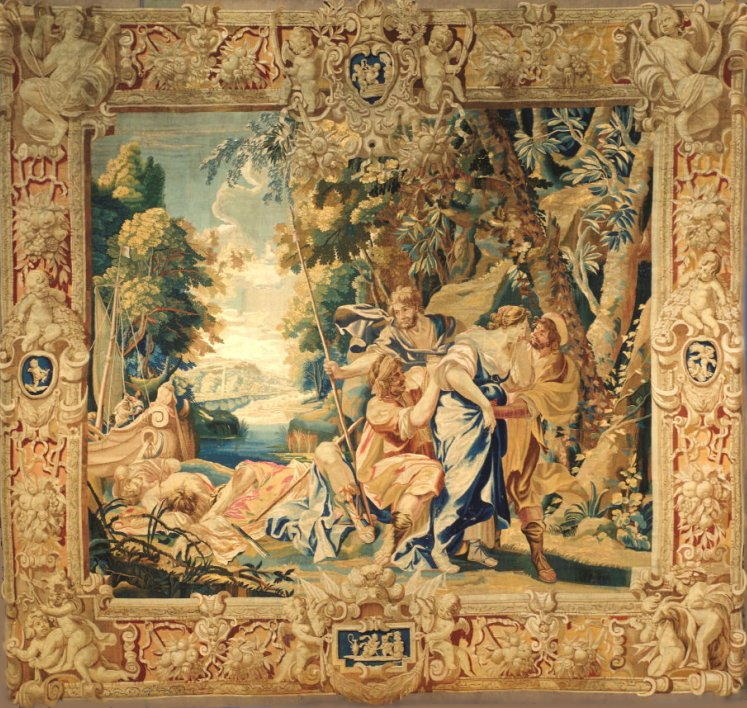
L'enlèvement de Chariclée par les pirates, de la tenture de Théagène et Chariclée, d'après les cartons de Simon Vouet (1590-1649) dans l’atelier de Raphaël de la Planche (1629-après 1661). C’est une tapisserie en laine et en soie. Dimensions: 411,5 x 444,5 cm

L'œuvre relate l'histoire d'une princesse d'Éthiopie (terme désignant alors la Nubie), abandonnée à sa naissance par sa mère la reine Persina et transportée à Delphes où elle est élevée par le Grec Chariclès sous le nom de Chariclée et devient prêtresse d'Artémis. Assistant à des jeux gymniques à Athènes, elle rencontre un jeune Thessalien qui y concourt, nommé Théagène, et ils s'éprennent l'un de l'autre. Pour obéir à un oracle, ils quittent Delphes sous la conduite du sage égyptien Calasiris, et après plusieurs aventures en mer sont jetés par un naufrage en Égypte, sur les bouches du Nil. Ils traversent alors de rudes épreuves, tantôt ensemble, tantôt séparés, notamment du fait de la passion qu'Arsacé, femme du satrape d'Égypte Oroondatès, conçoit pour Théagène. Prisonniers des Perses, ils sont finalement capturés par l'armée du roi Hydaspe et conduits à Méroé, capitale de l'Éthiopie. Inconnus, ils sont sur le point d'être immolés au soleil quand Chariclès arrive de Grèce et la reconnaissance attendue a lieu. L'histoire finit par le mariage des héros, qui se sont gardés fidèles l'un à l'autre.
Chariclée, de peau blanche, se croyait grecque, mais se découvre africaine à la fin du roman. Les dernières pages donnent une explication de la couleur blanche de cette jeune fille dont les deux parents sont noirs.
Le récit se recommande par ses nombreux rebondissements, ses personnages très variés, et le pittoresque de ses descriptions. Il est plein de réminiscences d'Homère et d'Euripide. Les épreuves de ces amants chastes et fidèles ont reçu des interprétations allégoriques, par exemple par l'humaniste byzantin Jean Eugénikos (XVe siècle).    

## Réception

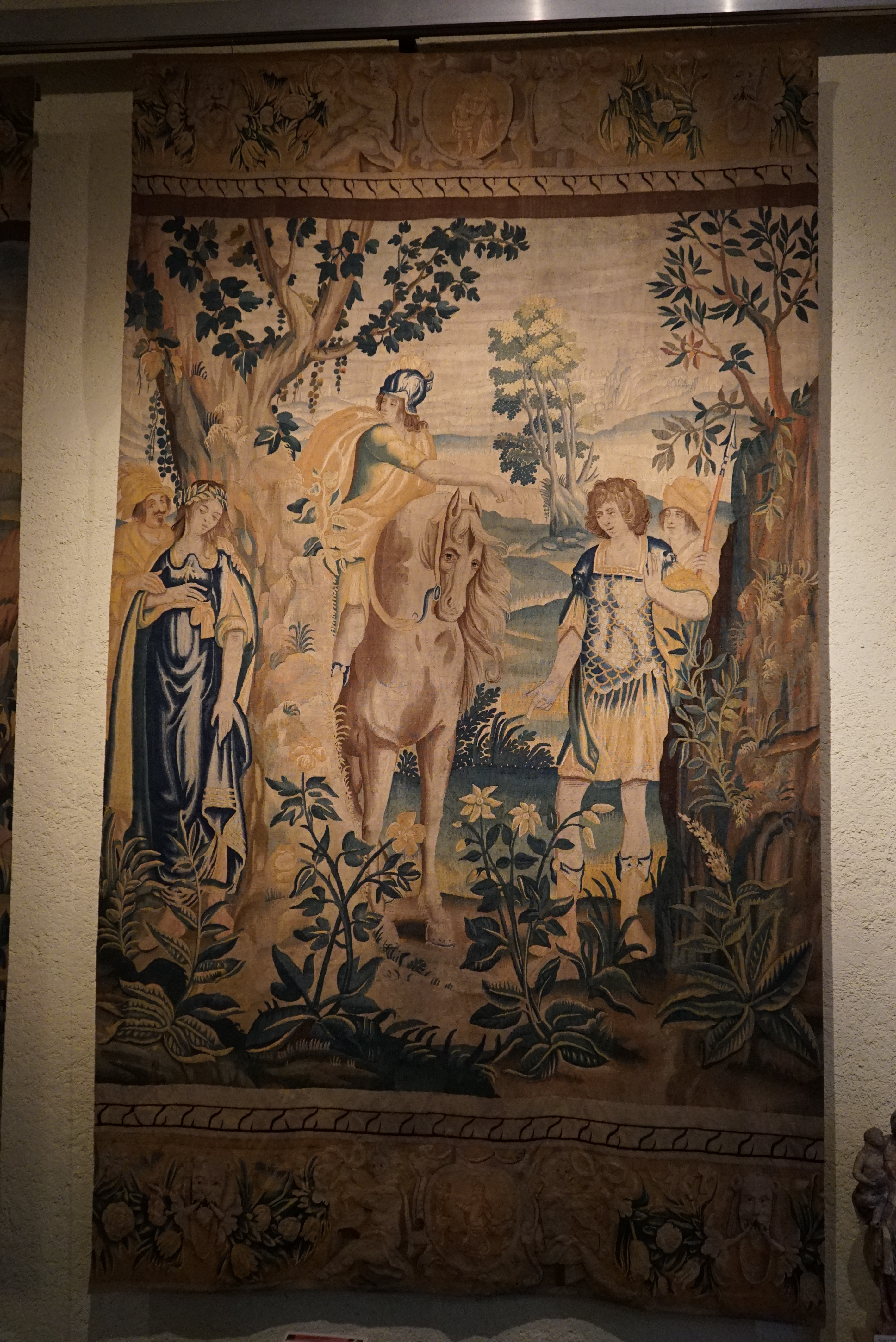
Sur une tapisserie du XVIe siècle, Musée d'art et d'histoire de Toul.

Le roman était bien connu à l'époque byzantine. À la Renaissance, il fut imprimé pour la première fois à Bâle en 1534, et fut traduit en français par Jacques Amyot en 1547, en anglais par Thomas Underdown (en) en 1569. Son influence fut très grande aux XVIe et XVIIe siècles : il était vu comme une œuvre majeure de l'Antiquité, au même titre que l’Iliade et l’Odyssée ou que l’Énéide de Virgile. Jean Racine, confronté au texte grec original durant son éducation à Port-Royal, semble avoir été particulièrement influencé par sa lecture : une anecdote, probablement fondée, montre son fort attachement au roman : 

« Il trouva moyen d'avoir le Roman de Théagène et Chariclée en grec : le Sacristain [Claude Lancelot] lui prit ce livre, et le jeta au feu. Huit jours après, Racine en eut un autre, qui éprouva le même traitement. Il en acheta un troisième, et l'apprit par cœur, après quoi il l'offrit au Sacristain, pour le brûler comme les deux autres. »

On pourrait retracer l'histoire de l'influence des Éthiopiques dans la culture européenne depuis La Jérusalem délivrée jusqu'à l'Aïda de Giuseppe Verdi.
Preuve de son importance au XVIe siècle, le cycle de Théagène et Chariclée a été choisi pour décorer le salon Louis XIII au château de Fontainebleau. Le peintre Ambroise Dubois, représentant majeur de la seconde école de Fontainebleau, réalisa 15 huiles sur toiles enchâssées dans des cadres en stuc tant sur les murs que sur le plafond du salon. Parmi les scènes représentées figurent :
- Le cortège des Thessaliens
- Théagène reçoit le flambeau
- Le sacrifice des Thessaliens
- Le songe de Calasiris
- Le médecin Alcestinus rend visite à Chariclée
- Calasiris visite Chariclée
- L'enlèvement de Chariclée
- Le serment de Théagène
- L'embarquement de Chariclée
- Chariclée enlevée par Trachin
- Théagène et Chariclée sur le rivage d'Égypte
- Théagène blessé
- Les retrouvailles de Théagène et Chariclée

De nos jours les Éthiopiques demeurent accessibles au public francophone dans une traduction de Pierre Grimal pour le volume de la Bibliothèque de la Pléiade publié en 1958, Romans grecs et latins.

## Éditions
- L’Histoire aethiopique, traduction de Jacques Amyot, éd. Laurence Plazenet, Paris, Champion (Textes de la renaissance 136), 2008, 876 pages  (ISBN 978-2-7453-1679-0).
- Les Éthiopiques, Les Belles Lettres, coll. « C.U.F. / Série grecque », 3 tomes  (ISBN 2251001301, 225100131X et 2251001328).
- Les Éthiopiques ou Histoire de Théagène et Chariclée, trad. Pierre Grimal : Romans grecs et latins, Gallimard, coll. La Pléiade, 1958.
- Traduction française (réédition 1822) de Jacques Amyot sur GoogleBooks.
- L'Histoire aethiopique d'Héliodore, par Heliodorus (Emesenus), Jacques  Amyot (1560) sur GoogleBooks.
- Livres 1-5 d'Histoire. Histoire éthiopienne. Livre 8 : Depuis le Départ du Divin Marcus. caractéristiques Aethiopica et remonte au XVe siècle.